# Cosmia fuliginosa
Cosmia fuliginosa là một loài bướm đêm trong họ Noctuidae.